# Euurobracon triplagiatus
Euurobracon triplagiatus är en stekelart som först beskrevs av Cameron 1900.  Euurobracon triplagiatus ingår i släktet Euurobracon och familjen bracksteklar. Inga underarter finns listade i Catalogue of Life.